# KkStB řada 429
Lokomotivy řady 429 kkStB (u SB a BBÖ rovněž 429, později u ČSD 354.7, u PKP Ol12, u DR a ÖBB 35, u ÖBB 135, u MÁV 323.9, u FS 688 a u JDŽ 106) jsou parní lokomotivy s vlečným tendrem určené pro vozbu středně těžkých osobních vlaků na sklonově náročných a dlouhých tratích. Tato řada spadá do rodiny čtyř lokomotivních řad z konstrukční kanceláře Karla Gölsdorfa. Kromě řady 429 patří do této skupiny lokomotiv řady 229 (u ČSD 354.0), 629 (u ČSD 354.1) a 329 (u ČSD 354.6), které tak spolu sdílejí řadu konstrukčních prvků a jsou podobných proporcí. V letech 1909–1918 bylo různými rakousko-uherskými lokomotivkami vyrobeno 386 kusů těchto lokomotiv ve třech výrobních sériích. Po první světové válce byly v provozu v Rakousku, Československu, Polsku, Maďarsku, Itálii, Jugoslávii a později i v Německu.

## Vznik a výroba

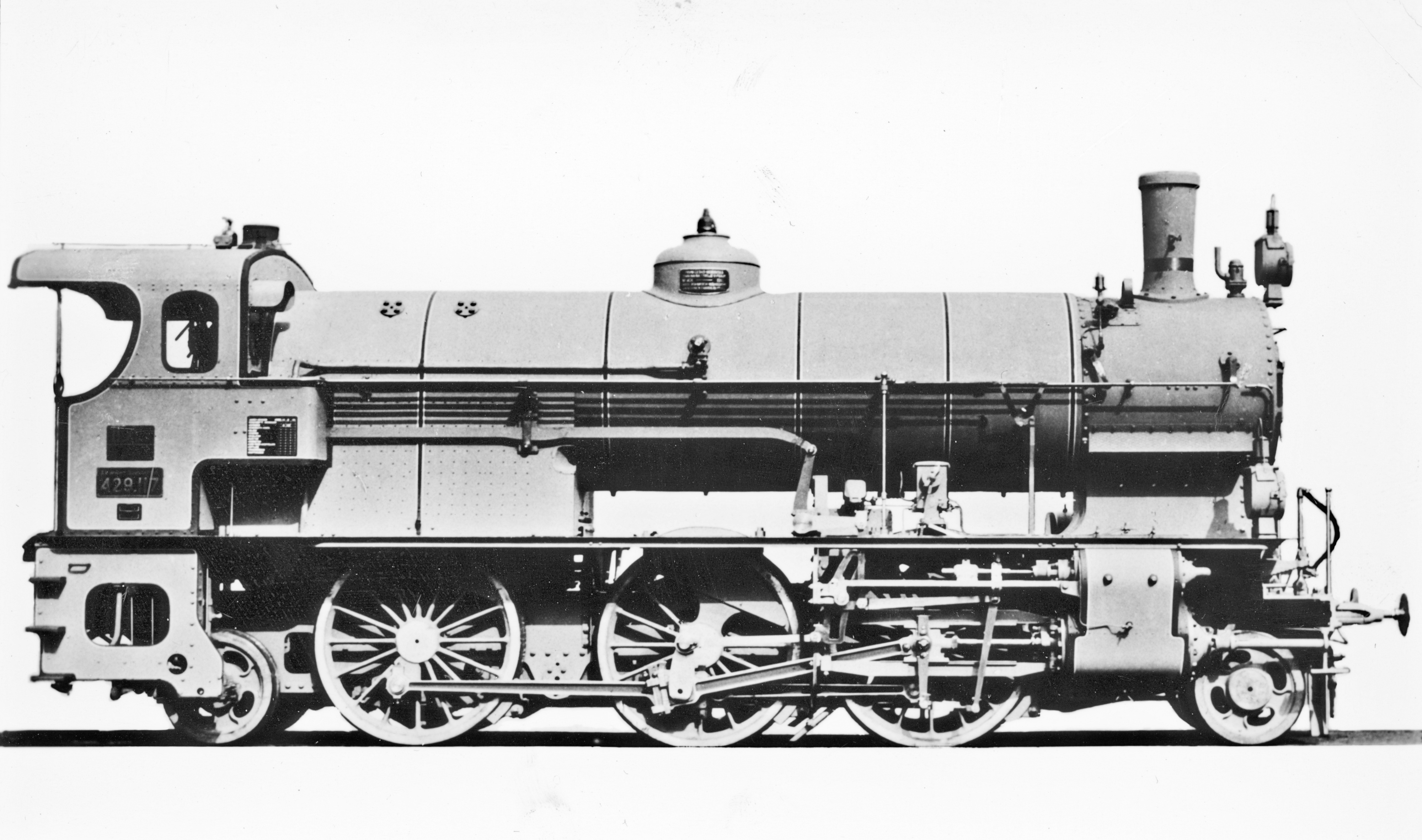
Lokomotiva druhé série 429.117 vyrobená v První českomoravské v roce 1911, po převzetí ČSD 354.737

Historie této řady sahá až k tendrovým lokomotivám řady 229 kkStB, vyráběných v letech 1904–1920. Ty se v provozu sice osvědčily, ale pro svoji nedostatečnou zásobu uhlí a vody nevyhovovaly vozbě vlaků na dlouhých trasách. Z nich tak vznikla řada 329 kkStB, jejíž zdokonalení oproti řadě 229 spočívalo výhradně v náhradě vodních van po stranách kotle a uhláku za strojvůdcovskou budkou vlečným tendrem. Tento vývoj pak vyvrcholil řadou 429 kkStB, jež disponovala přehřívačem páry (oproti sušiči u řady 329). Výroba řady 429 pak probíhala v letech 1909–1918 ve třech, mírně odlišných, výrobních sériích. První výrobní série čítala 57 kusů lokomotiv pro Císařsko-královské státní dráhy – kkStB (kaiserlich-königliche Staatsbahnen) označených 429.01–57. Výroba této série probíhala mezi lety 1909 a 1910 v lokomotivce Floridsdorf – WLF (Wiener Lokomotivfabrik, A.G. - Floridsdorf), strojírně Společnosti státní dráhy – StEG (Fabrik der priv. österreichisch-ungarischen Staatsbahn – Gesellschaft), lokomotivce ve Vídeňském Novém Městě – VNM (Aktien Gesellschaft der Lokomotiv-Fabrik vormals G. Sigl). Druhá série z let 1911–1912 a 1916 čítala 126 strojů rovněž pro kkStB označených 429.100–225. Na výrobě se podíleli všichni výrobci první série a také První českomoravská továrna na stroje v Praze, a.s. (PČM). Dalších 6 kusů této série, označených 429.01–06, vyrobily Strojírny maďarských královských železnic – MÁVAG (Magyar Királyi Államvasutak Gépgyára) pro Společnost Jižní dráhy – SB (k.k.priv.Südbahn-Gesellschaft). Výroba třetí série pro kkStB pak probíhala mezi lety 1911 a 1918. Vyrobeno bylo 197 strojů, označených 429.900–999 a 429.1900–1996, jejichž výroba probíhala ve WLF, StEG, VNM a PČM.

## Technický popis
Rám lokomotiv byl plechový, nýtovaný a byla v něm usazena tři spřažená dvojkolí s průměrem kol 1 574 mm a dva adamsovy běhouny s průměrem kol 830 mm. Kotel byl shodných vnějších rozměrů jako u řady 329, avšak jeho vnitřní uspořádání bylo odlišné. U všech tří výrobních sérií obsahoval 136 žárnic a 18 kouřovek a Schmidtův velkotrubný přehřívač páry. Na ležatém kotli, nad hnacím dvojkolím, se nacházel jeden nízký parní dóm, na němž byly umístěny dva Pop-Coaleovy pojišťovací ventily. Šoupátkový regulátor se nacházel v dýmnici. Mazání parního stroje bylo centrální, z mazacího lisu. Lokomotivní brzda (pro lokomotivu a vlečný tendr) i vlaková brzda byla samočinná sací. Parní stroj byl u první výrobní série sdružený s plochými šoupátky a přehřívačem o ploše 21,4 m², druhá série měla rovněž sdružený parní stroj, ale šoupátko na vysokotlakém válci již bylo pístové. Plocha přehřívače se oproti první sérii nezměnila. Třetí série pak měla již dvojčitý parní stroj s pístovými šoupátky a vyrovnávačem tlaků. Plocha přehřívače vzrostla na 23,8 m², ale rozložení trubek v kotli se nezměnilo.

### Modernizace u ČSD
V rámci snahy sjednotit jednotlivé výrobní série a odstranit konstrukční nedostatky, přistoupily Československé státní dráhy až na výjimky k modernizaci všech svých strojů řady 354.7. Tyto modernizace probíhaly v rámci hlavních oprav od roku 1926 až do roku 1938. V rámci modernizace byl nízký parní dóm nahrazen dvěma vyššími dómy propojenými trubkou, čímž došlo ke zvýšení parního prostoru. Parní stroj byl sjednocen na dvojčitý s pístovými šoupátky a šoupátkový regulátor byl přesunut do prvního parního dómu. Sjednocena byla také výhřevná plocha, a to plocha topeniště: 14,2 m², plocha trubek: 118,9 m² a plocha přehřívače: 23,8 m². Tlak v kotli byl sjednocen na 14 barů. Injektor na levé straně byl nahrazen napaječem na výfukovou páru a na skříňový kotel bylo dosazeno Friedmannovo odkalovací šoupátko. Výjimkou v těchto rekonstrukcích byly stroje 354.735 a 354.784, u nichž byl ponechán sdružený parní stroj s jedním plochým a s jedním pístovým šoupátkem a stroj 354.7102 u něhož nebyl modernizován parní dóm. Od roku 1933 začala být rovněž dosazována samočinná tlaková brzda.

## Provoz
Z výroby byly lokomotivy dodávány s tendry řady 156 (516.0 u ČSD), případně řad 76 (414.0 u ČSD) či 56 (517.0 u ČSD). Za provozu bylo využíváno mnoho dalších řad vlečných tendrů.
Za Rakouska-Uherska byly lokomotivy rozmístěny po celém Předlitavsku. Na území dnešního Česka byly deponovány v Praze, Plzni, Břeclavi, Přerově, Jihlavě, Moravské Ostravě a Krnově. Jezdily na dálkových osobních vlacích a často zastavujících rychlících převážně na kopcovitých tratích. Objevovaly se ale také na lehkých a středně těžkých nákladních vlacích. Po rozpadu monarchie by rozděleny mezi Československo (152 kusů), Polsko (106 kusů), Rakousko (87 kusů), Itálii (28 kusů), Maďarsko (7 kusů) a Jugoslávii (3 kusy). Maďarské železnice měly již z dřívějška 6 těchto lokomotiv vyrobených pro Společnost Jižní dráhy.
U Československých státních drah, které je označily řadou 354.7, byly tyto lokomotivy dislokovány ve výtopnách Praha Masarykovo nádraží, Plzeň, Cheb, Ústí nad Labem, Liberec, Hradec Králové, Brno, Přerov, Moravská Ostrava, Jihlava, Břeclav a Šumperk a jezdily na stejných typech výkonů jako za Rakouska-Uherska. V roce 1938 bylo 60 strojů předáno Deutsche Reichsbahn (DR), u nichž byly označeny řadou 35, ale v provozu zůstávaly na českém území. DR tyto lokomotivy začaly postupně prodávat protektorátním BMB-ČMD, které provozovaly zbylé stroje řady 354.7. Po druhé světové válce zbylo ČSD 140 lokomotiv 354.7 a několik zavlečených rakouských a polských strojů, z nichž si nechaly čtyři polské lokomotivy. Od 50. let 20. století začal s příchodem modernějších lokomotiv význam těchto lokomotiv klesat. K výraznějšímu vyřazování pak docházelo od počátku 60. let 20. století. Některé stroje přešly na posun a jiné byly využity jako vytápěcí kotle. Poslední lokomotiva této řady byla u ČSD vyřazena 14. listopadu 1970.
V Polsku, u PKP byly lokomotivy označeny řadou Ol12. Díky svému nízkému nápravovému tlaku byly v provozu na tratích s lehčím svrškem zejména na jihu a jihozápadě země. Roku 1939 bylo 40 z nich předáno DR a stejně jako československé stroje se stejným osudem obdržely řadu 35. Jeden stroj se dostal do Maďarska a byl zařazen u MÁV a zbylých 65 lokomotiv bylo zabaveno Sovětským svazem. Z těchto lokomotiv se pak 50 kusů stalo německou válečnou kořistí a byla jim přidělena řada 35 (některé lokomotivy ale fyzicky přeznačeny nebyly a bylo jim ponecháno polské označení). Po válce bylo PKP navráceno 57 lokomotiv, z nichž bylo 47 uvedeno do provozu. Kromě jihu a jihozápadu Polska byly nově v provozu i na severovýchodě. Lokomotivy, které byly v provozu na pobřeží Baltského moře, byly z důvodu rizika lesních požárů přestavěny na spalování topných olejů. Lokomotivy Ol12 Začaly být vyřazovány v 50. letech 20. století. Poslední zástupce této řady byl v provozu do roku 1966.

## Dochované lokomotivy

### Ol12-7
Lokomotiva byla vyrobena v roce 1912 jako 429.195. Po první světové válce byla zařazena u PKP pod číslem Ol12-43, kde jezdila až do roku 1939, kdy byla zabavena Sověty. Následně se dostala do Německa a poté do Rakouska. Polsku byla navrácena v roce 1947. Nejspíše během druhé světové války byl sdružený parní stroj nahrazen dvojčitým. V roce 1993 prošla lokomotiva opravou do provozuschopného stavu, v roce 1999 vypršela způsobilost kotle, přičemž opětovného zprovoznění se lokomotiva dočkala roku 2008. Jako provozuschopný exponát je umístěna ve skanzenu kolejových vozidel v Chabówce.

### 429.1971
Tato lokomotiva byla vyrobena roku 1916, zrušena byla v roce 1965 a následně byla přeměněna na vytápěcí kotel. Roku 1977 pak byla předána železničnímu muzeu ve Strasshofu a od té doby čeká na renovaci.

### 354.7152
Lokomotiva byla vyrobena v roce 1917 jako 429.1996. Za druhé světové války byla v provozu u BMB-ČMD. Při náletu na depo v Lounech byla vážně poškozena. Zrušena byla 26. července 1967, načež se v září roku 1967 dostala do sbírek Vlastivědného muzea Nymburk, kde ovšem chátrala. Později byla Klubem historie kolejové dopravy (KHKD) postupně kompletována a opravována do vystavovatelného stavu. Tyto opravy byly dokončeny v roce 1987. Do majetku KHKD přešla lokomotiva roku 1990 a v letech 1993–1996 byla opětovně zprovozněna. Od té doby je deponována v železničním muzeu Lužná u Rakovníka.

## Galerie

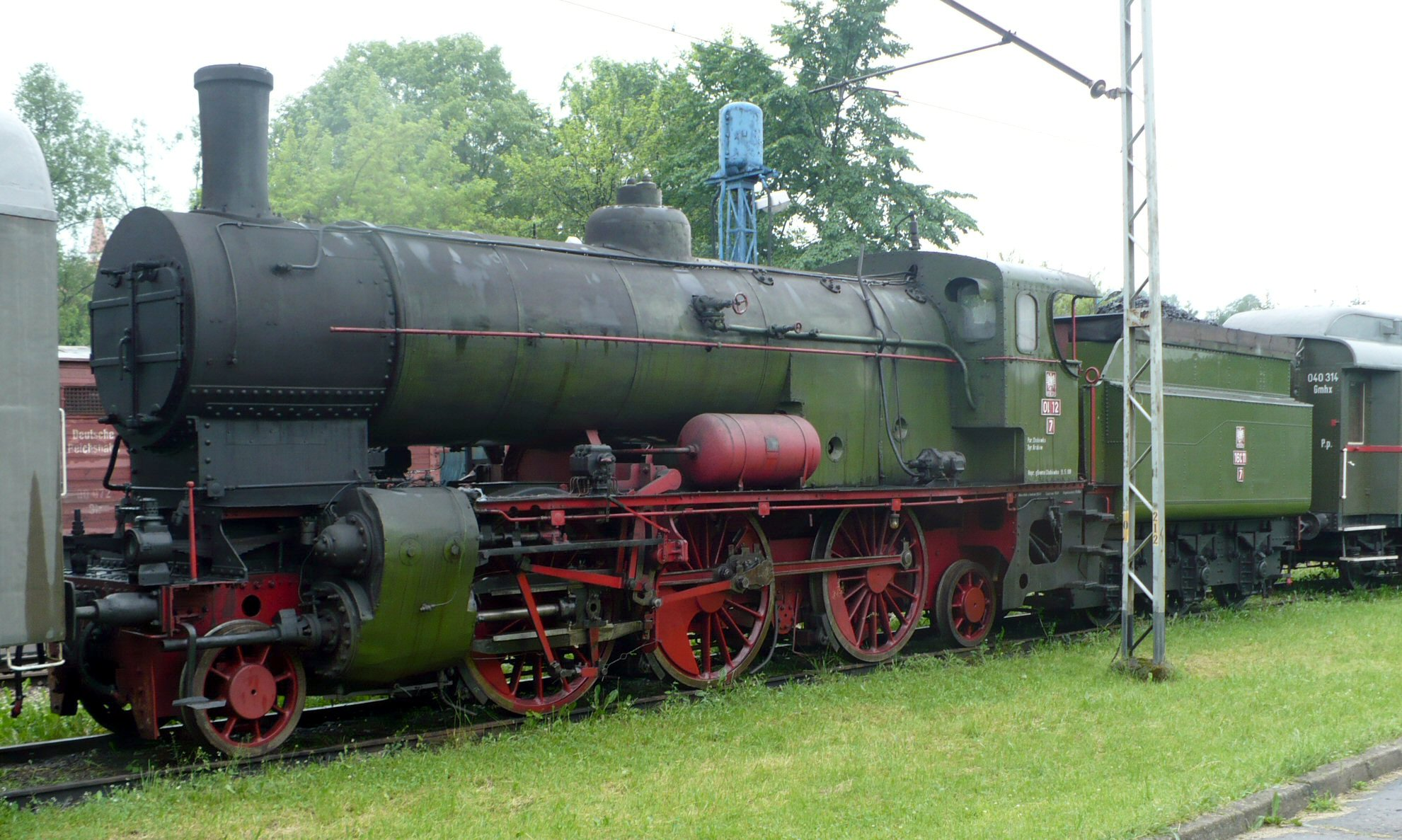
Lokomotiva Ol12-7 v Chabówce
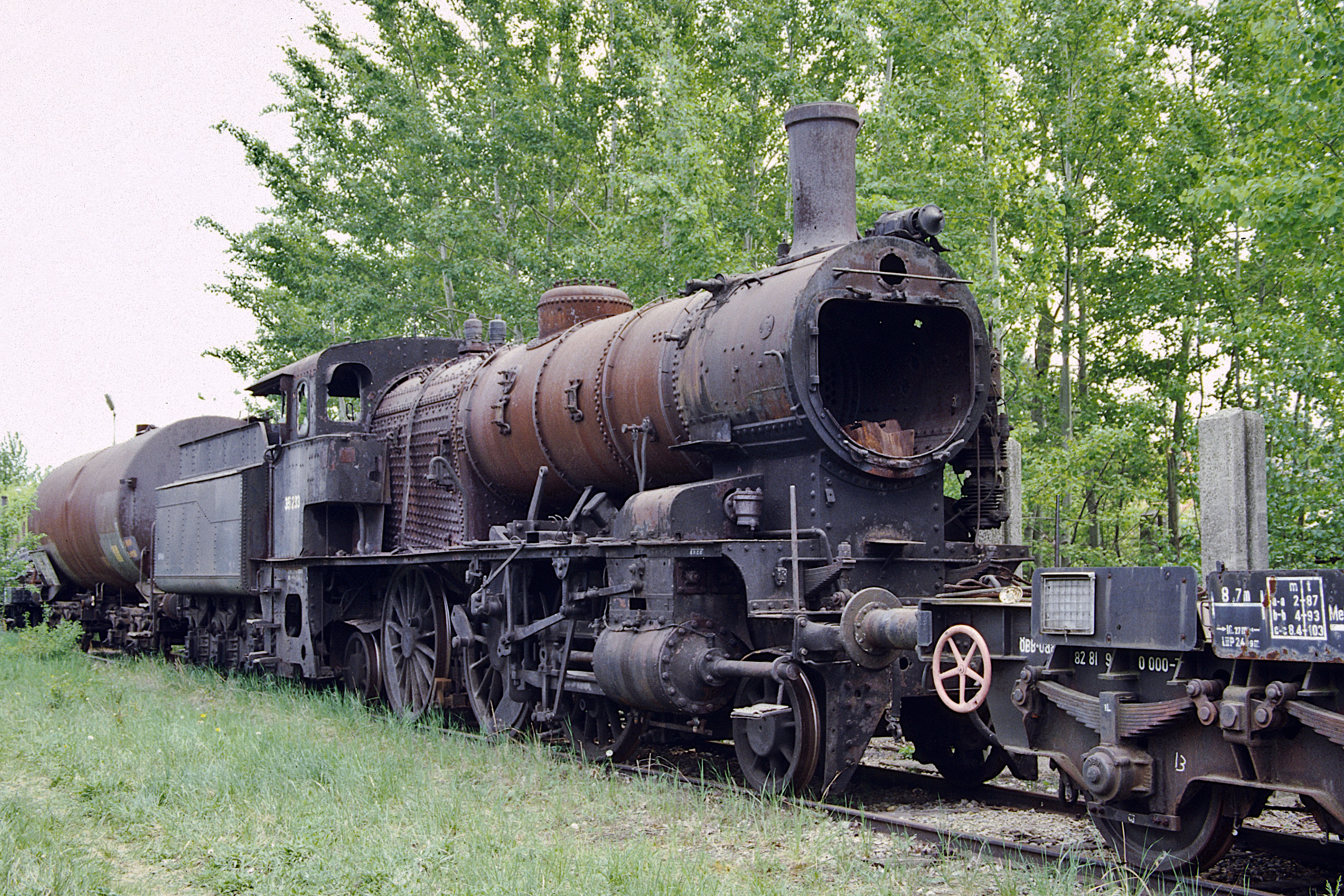
Lokomotiva 429.1971 v roce 1999 v muzeu ve Strasshofu
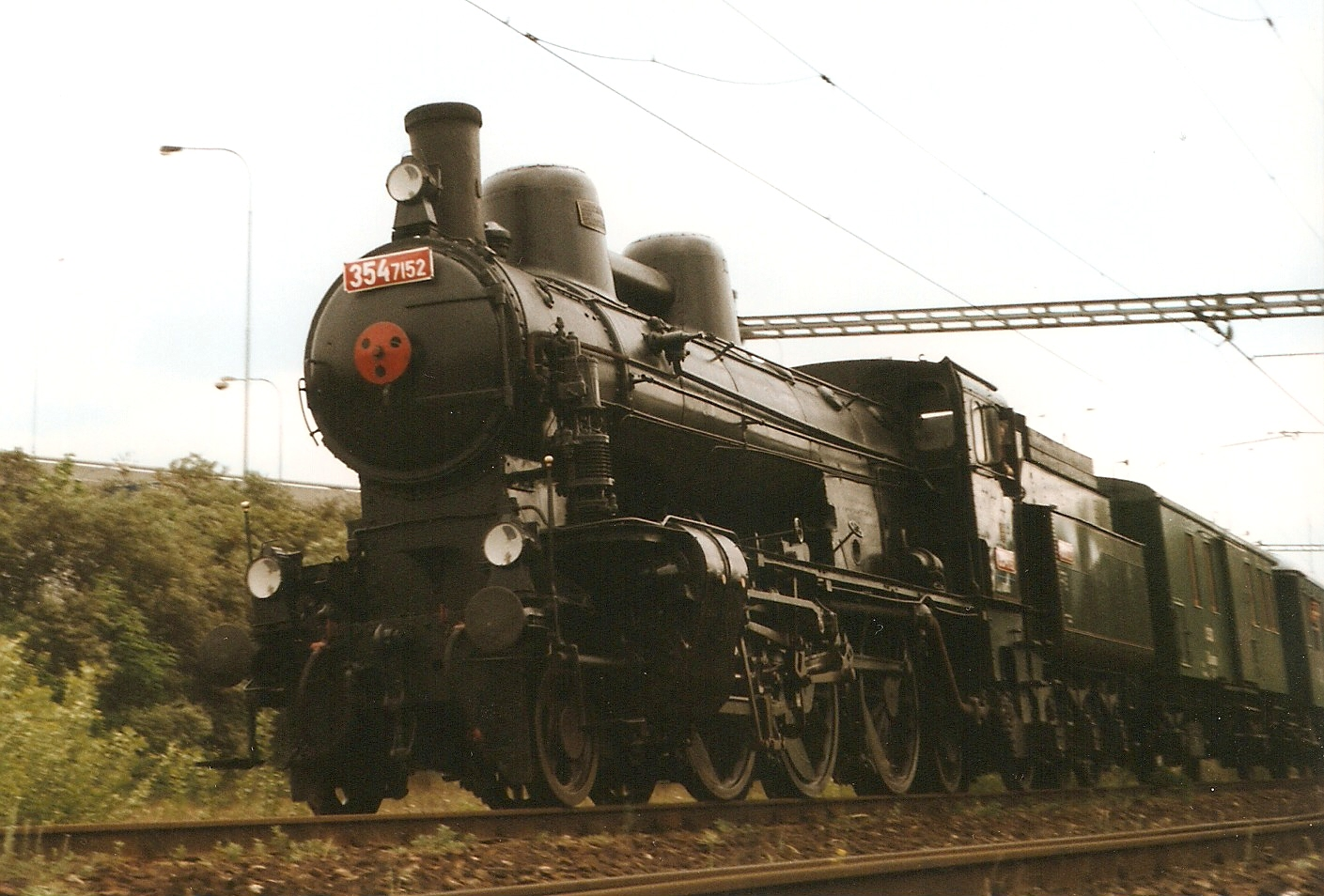
Lokomotiva 354.7152 v roce 1998 v Praze
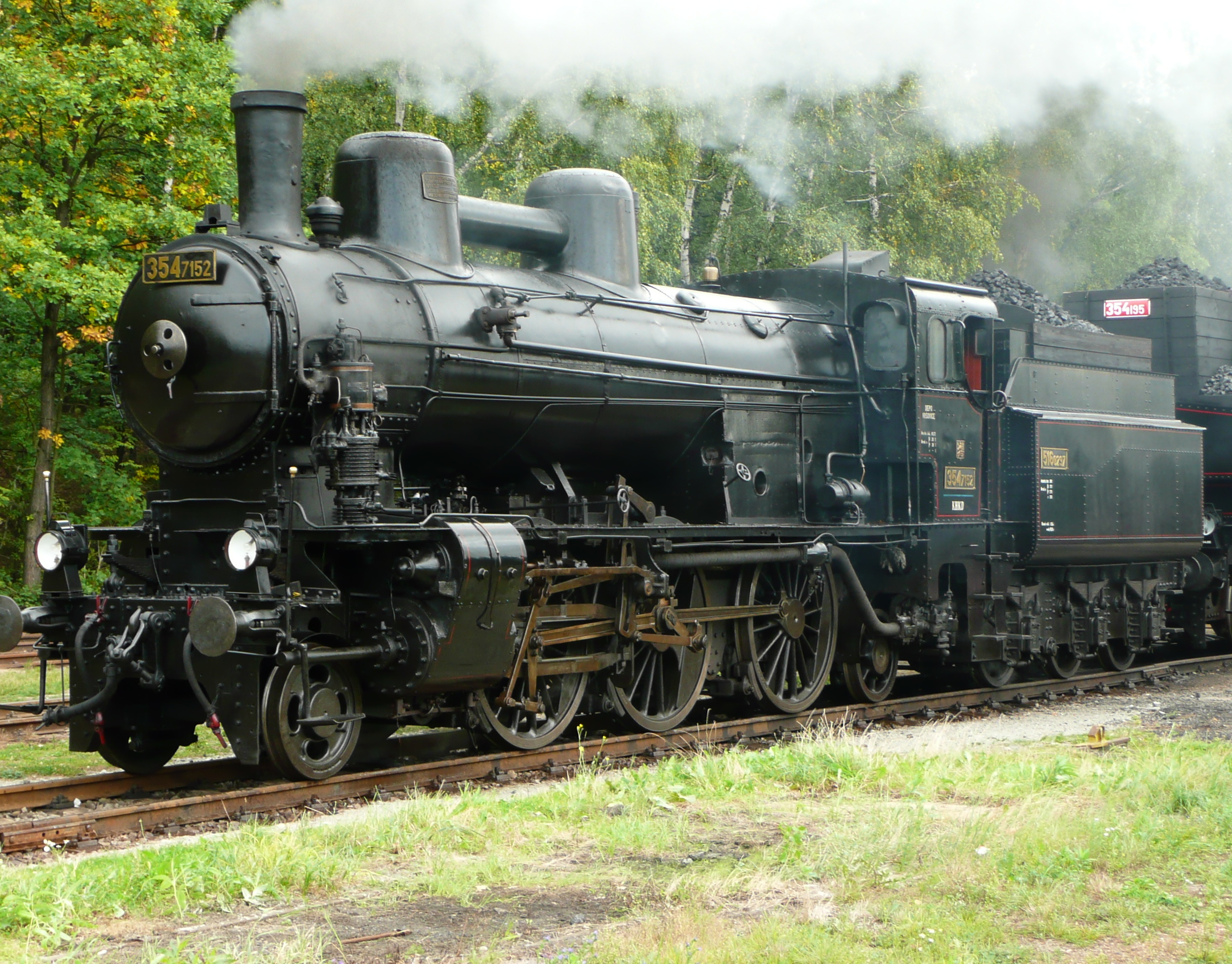
Lokomotiva 354.7152 v roce 2007 v železničním muzeu Lužná u Rakovníka